# Prestige Records

Odierno logo della Prestige Records

Prestige Records fu il nome di una etichetta discografica statunitense specializzata in album jazz, fondata da Bob Weinstock nel 1949. La Prestige conobbe una grande importanza negli anni cinquanta e sessanta, durante i quali ebbe sotto contratto Miles Davis, John Coltrane, Sonny Rollins, Thelonious Monk ed altri giganti del jazz. Dopo essere stata ceduta alla Fantasy Records nel 1971, la Prestige è ora parte del Concord Music Group.

## Storia
Fondata dal ventenne Weinstock a New York con il nome di New Jazz Records all'inizio del 1949, la Prestige debuttò con un album del quintetto di Lennie Tristano che conteneva quello che sarebbe divenuto il primo successo di Lee Konitz,"Subconscious-Lee". e che ebbe ottime recensioni da tutte le riviste specializzate. Il marchio Prestige nacque immediatamente dopo come etichetta secondaria - sarebbe presto diventata quella principale - assieme al suo caratteristico logo col sassofono. Il primo grande successo dell'etichetta venne nel 1952, con l'incisione dell'album in vocalese di King Pleasure, "Moody's Mood for Love."
Weinstock - forse per ottenere registrazioni più fresche, o forse per semplice parsimonia - incoraggiava i musicisti a fare meno prove possibile: per questo, a differenza della concorrente Blue Note Records - con cui condivideva molti artisti e spesso lo studio di registrazione - la Prestige non pagava i musicisti per le prove. La mancanza di prove permetteva anche di avere sessioni di studio molto veloci e nei periodi di punta la Prestige - che utilizzava per le registrazioni gli studi del famoso tecnico di registrazione Rudy Van Gelder - ne realizzò anche 75 all'anno. Un'altra caratteristica di Weinstock era riusare i nastri dei take malriusciti (forse un ulteriore segno di parsimonia) che spiega il bassissimo numero di alternates negli archivi Prestige.

## Caratteristiche delle edizioni Prestige
- Il consistere normalmente di cinque tracce (tre sul lato A e due sul lato B) e con durata inferiore ai quaranta minuti;
- L'essere composti quasi esclusivamente di standard, sia per il poco tempo lasciato ai musicisti per le prove, sia perché la Prestige manteneva i diritti per tutto il materiale che pubblicava, il che disincentivava i musicisti ad usare materiale originale (per la composizione del quale non avrebbe ricevuto royalty);
- Spesso il lato B conteneva un lungo (10-15 minuti) blues (è il caso di Saxophone Colossus di Sonny Rollins e Kenny Burrell & John Coltrane. Più di rado il blues era sul lato A (ad esempio in Screamin' the Blues di Oliver Nelson, un raro esempio di album Prestige costituito quasi interamente di materiale originale). Su uno dei primi album da 10 pollici del Modern Jazz Quartet lo stesso brano (Two Bass Hit), che doveva essere inizialmente centrato sulla batteria, venne ripetuto quattro volte, con un diverso strumento come protagonista ogni volta e poi ribattezzato La Ronde Suite. Weinstock ammise poi che cose di questo tipo si facevano anche per riempire dischi per cui altrimenti sarebbe mancato il materiale.

Weinstock aveva naso per il talento e la Prestige inaugurò la carriera di molte stelle del jazz (ebbe l'album del debutto di John Coltrane come leader, Two Tenors) e pubblicò diversi album fondamentali. Oltre al già citato Saxophone Colossus è obbligo citare le registrazioni pre-Columbia di Miles Davis (che fu con Weinstock dal 1951 al 1956) inclusi i famosi quattro album (Cookin', Relaxin', Workin', Steamin') che segnarono il successo del primo quintetto.
D'altra parte, la tendenza a registrare blowing sessions piuttosto che album più meditati, fece sì che pochi artisti raggiungessero l'eccellenza nel corso del loro contratto con la Prestige (Sonny Rollins è una delle notevoli eccezioni).
A partire dal 1958, la Prestige iniziò a diversificarsi e Weinstock affidò ad altri produttori, tra cui Ira Gitler, Ozzie Cadena, Esmond Edwardes, Don Schlitten, e al supervisore Bob Porter buona parte della direzione artistica. Nacquero negli anni successivi le etichette Swingsville e Moodsville e la rinata New Jazz, più tardi seguite dalla Bluesville. La Prestige si avvicinò al soul jazz reclutando artisti come Jaki Byard, Booker Ervin e Charles Earland.
Bob Weinstock è stato a volte criticato per il suo modo di fare affari (specialmente da Jackie McLean nel libro di A.B. Spellmann Four Lives in the Bebop Business del 1966): altri ta cui Miles Davis nella sua autobiografia, ne hanno invece preso le difese. La Prestige fu spesso chiamata la label dei drogati, una reputazione mal meritata, data la diffusione della droga tra i jazzisti degli anni cinquanta e 60.
Nel 1971 la Prestige, messa in difficoltà dal dominio del rock sul mercato discografico, fu ceduta alla Fantasy Records. Negli anni successivi le pubblicazioni a marchio Prestige decrebbero: l'etichetta è oggi utilizzata solo per riedizioni.
Bob Weinstock, si ritirò, ma per tutto il corso degli anni ottanta e 90 continuò a seguire le attività della sua creatura, interessandosi occasionalmente anche di sedute di registrazione. Morì, a causa di complicazioni dovute al diabete, in una casa di riposo di Boca Raton, in Florida, il 14 gennaio 2006.

## Registrazioni Notevoli
La Prestige pubblicò la maggior parte delle registrazioni di Miles Davis fino al 1954 e di Sonny Rollins, incluso il fondamentale e più volte citato Saxophone Colossus, alcune importanti sessioni di Thelonious Monk nonché molti degli album di Art Blakey e i Jazz Messengers. Un elenco più dettagliato si può trovare sul sito jazzdisco.

## Artisti
- Ahmed Abdul-Malik
- Al Sears
- Al Smith
- Alan Broadbent
- Albert King
- Albert King with Stevie Ray Vaughan
- Albert Wynn&His Gutbucket Seven
- Alberta Hunter
- Ali Akbar Khan
- André Previn
- Andy Bey And The Bey Sisters
- Andy Williams
- Anita O'day
- Annie Ross
- Arbee Stidham
- Art Blakey & The Jazz Messengers
- Art Farmer/Quartet/Quintet
- Art Pepper
- Art Tatum
- Baby Tate
- Barbara Lea
- Barney Kessel
- Barry Harris Quintet & Trio
- Ben Webster
- Bennie Green
- Bennie Green Quintet
- Benny Golson/Sextet
- Bernard Purdie
- Betty Rochè
- Bev Kelly
- Big Joe Williams
- Big Kahuna & The Copa Cat Pack
- Big Star
- Bill Easley
- Bill Evans/Trio
- Bill Harris & Friends
- Billie And Dede Pierce
- Billie Poole
- Billy Boy Arnold
- Billy Butler
- Billy Ross
- Billy Strayhorn All-stars
- Billy Taylor
- Billy Taylor Trio
- Bix Beiderbecke
- Blind Lemon Jefferson
- Blind Snooks Eaglin
- Blind Willie McTell
- Bob Scobey's Frisco Band
- Bobby Timmons/Trio
- Bola Sete
- Boogaloo Joe Jones
- Booker Ervin
- Bread & Roses
- Brother Jack McDuff
- Brownie McGhee
- Bud Freeman/All-stars/& His Windy City 5
- Bud Powell
- Buddy Collette
- Buddy Tate
- Cal Tjader/Quartet/Modern Mambo Quintet
- Cannonball Adderley Sextet/Quintet
- Carla Thomas
- Carmell Jones
- Carmen McRae
- Carol Sloane
- Cedar Walton
- Charles Earland
- Charles Kynard
- Charles McPherson
- Charles River Valley Boys
- Charlie Byrd
- Charlie Parker
- Chet Baker
- Chick Corea/& Origin
- Chico O'Farrill And His Afro-Cuban Jazz Orchestra
- Chris Potter
- Chubby Jackson Big Band
- Chuck Higgins
- Chuck Wayne
- Claire Austin
- Clark Terry
- Clark Terry Five
- Clark Terry Quintet
- Claude Hopkins
- Cliff Jackson
- Clifford Jordan
- Coleman Hawkins
- Count Basie/His Orchestra/Big Band
- Curtis Jones
- Curtis Peagler & Modern Jazz Disciples
- Curtis Stigers
- Dave Brubeck/Quartet/Trio
- Dave Frishberg
- Dave McKenna
- Dave Pike
- Dave Van Ronk
- Dave Weckl
- David Bromberg
- Debby Boone
- Dennis Rowland
- Dexter Gordon
- Diane Schuur
- Dianne Reeves
- Dick Wellstood
- Django Reinhardt
- Dom Um Romao
- Don Ewell Quartet
- Don Patterson
- Dorothy Ashby
- Dotsero
- Duke Ellington/All-Stars/Orchestra/Quartet/Small Bands
- Earl "Fatha" Hines
- Eddie "Lockjaw" Davis/Big Band
- Eddie Jefferson
- Ella Fitzgerald
- Elliot Lawrence/Band/BigBand
- Ellis-Pass-Brown-Hanna
- Elmer Snowden Quartet
- Elmo Hope Trio
- Eric Dolphy
- Eric Kloss/ & The Rhythm Section
- Ernestine Allen
- Ernestine Anderson
- Ernie Henry
- Etta Jones
- Famous Castle Jazz Band
- Firehouse Five Plus Two
- Francisco Aquabella Orchestra
- Frank Capp
- Frank Morgan/All-stars
- Frank Rosolino
- Frank Strozier
- Frank Wess
- Frankie Lee Sims
- Fred Hersch
- Fred McDowell
- Freddie Hubbard
- Freddie Redd Trio
- Funk Inc.
- Furry Lewis
- Gary Bartz Ntu Troop
- Gary Burton
- Gary Lemel
- Gene Ammons/All Stars
- Gene Harris
- George Cables
- George Girard
- George Russell Sextet
- George Shearing
- George Wallington/Quintet/Trios
- Gigi Gryce
- Grady Tate
- Great Guitars
- Grover Washington, Jr.
- Guitar Slim
- Hampton Hawes/Quartet
- Hank Crawford
- Hank Jones
- Hank Mobley
- Harold Land
- Harold Mabern
- Helen Humes
- Henry "Red" Allen
- Herb Ellis
- Holy Modal Rounders
- Homesick James
- Honi Gordon
- Houston Person
- Howard Alden (& Jimmy Bruno)
- Idris Muhammed
- Illinois Jacquet
- Isaac Hayes
- J. J. Johnson
- JATP All-stars
- Jack McDuff
- Jack Teagarden
- Jackie McLean
- Jaki Byard/Quartet
- James Darren
- James Moody/ & The Swedish All-Stars
- Jeanie West
- Jeannie And Jimmy Cheatham
- Jerome Richardson
- Jesse Fuller
- Jim Hall
- Jim Robinson
- Jimmy Bruno
- Jimmy Forrest
- Jimmy Hamilton
- Jimmy Heath/Quintet
- Jimmy Liggins & His Drops Of Joy
- Jimmy McGriff
- Jimmy Scott
- Jimmy Smith
- Jimmy Witherspoon
- Jo Jones
- Jo Stafford
- Joe Henderson/Sextet
- Joe Hicks
- Joe Holiday
- Joe Houston
- Joe Liggins & The Honeydrippers
- Joe Loco
- Joe Newman
- Joe Pass/Quartet/Trio
- Joe Turner
- Joey DeFrancesco
- John Campbell
- John Coltrane
- John Fahey
- John Fogerty
- John Hicks
- John LaPorta
- John Lee Hooker
- John Patitucci
- John Pisano
- Johnny "Guitar" Watson
- Johnny "Hammond" Smith
- Johnny Griffin
- Johnny Hodges/All-Stars
- Johnny Holiday
- Jon Eardley
- Juan Amalbert
- Juanita Hall
- Julian Priester
- Junior Mance
- K. C. Douglas
- Karrin Allyson
- Keely Smith
- Keith And Rooney
- Ken Peplowski
- Kenny Burrell
- Kenny Dorham/Quintet/Septet
- Kenny Drew/Trio
- Kid Ory/Creole Jazz Band
- King Curtis
- King Pleasure
- Korla Pandit
- La 4: Ray Brown
- Lanny Morgan Quartet
- Larry Young Trio
- Lee Ritenour
- Lem Winchester
- Lennie Niehaus Quintet
- Leon Spencer
- Leroy Vinnegar
- Les Spann
- Lester Young
- Lighthouse All Stars
- Lightnin' Hopkins
- Lilly Brothers
- Little Brother Montgomery
- Little Richard
- Little Sonny
- Lloyd Price
- Lonnie Johnson
- Lou Donaldson
- Louis Armstrong
- Louis Cottrell Trio
- Lu Watters
- Lu Watters' Yerba Buena Jazz Band
- Lucky Thompson
- Luiz Bonfá
- Mal Waldron
- Mal Waldron Trio
- Marian McPartland
- Marian McPartland's Hickory House Trio
- Mark Murphy
- Marty Grosz
- Mary Haskell
- Mary Lou Williams
- Mary Stallings
- Mastersounds
- Matthew Gee
- Maynard Ferguson/ & Big Bop Nouveau
- McCoy Tyner
- Meade Lux Lewis
- Mel Rhyne
- Mel Tormè/ & George Shearing
- Melvin Sparks
- Memphis Slim
- Memphis Willie B.
- Mercy Dee Walton
- Mike Bloomfield
- Michael Feinstein
- Mike Auldridge
- Mildred Anderson
- Miles Davis/Quintet
- Milt Jackson And Big Brass/Quartet
- Mitch Greenhill
- Modern Jazz Quartet
- Mongo Santamaría
- Monica Mancini
- Montego Joe
- Monty Alexander
- Mose Allison
- Mundell Lowe
- Nat Adderley
- New Orleans Rhythm Kings
- Nnenna Freelon
- Norman Blake
- Odetta
- Oliver Nelson
- Original 5 Blind Boys Of Alabama
- Oscar Peterson/Big 4/Four/Quartet/Trio/Jam
- Otis Spann
- Patrice Rushen
- Patti Austin
- Pee Wee Russell
- Pete Escovedo
- Pete Franklin
- Phil Woods Quartet
- Philly Joe Jones Sextet
- Phineas Newborn, Jr./Trio
- Pilgrim Travelers
- Pink Anderson
- Pleasure
- Poncho Sanchez
- Professor Longhair
- Pucho & His Latin Soul Brothers
- Ralph Burns
- Ramblin' Jack Elliott
- Randy Weston/Trio
- Ray Barretto
- Ray Brown/Trio
- Ray Bryant/Trio
- Ray Vega
- Red Garland/Quintet
- Red Holloway
- Red Norvo Trio
- Red Rodney/Quintet
- Rene Thomas Quintet
- Rev. Cleophus Robinson
- Rev. Gary Davis
- Rex Stuart
- Richard "Groove" Holmes
- Rob Mcconnell & The Boss Brass
- Robert Pete Williams
- Roland Alexander
- Ron Affif/Trio
- Ron Carter
- Ron Holloway
- Ronnie Mathews
- Roosevelt Sykes
- Rosemary Clooney
- Roy Eldridge
- Roy Milton
- Ruby Braff
- Russ Freeman
- Rusty Bryant
- Ruth Brown
- Sal Nistico
- Sam Jones Plus 10
- Sarah Vaughan
- Scott Hamilton
- Scrapper Blackwell
- Shakey Jake
- Shelly Manne
- Shirley Scott
- Sidney Maiden
- Smoky Babe
- Sonny Criss
- Sonny Phillips
- Sonny Rollins
- Sonny Stitt
- Sonny Terry
- St. Louis Jimmy
- Stan Getz
- Stanley Cowell
- Stefan Grossman
- Steve Davis
- Sunnyland Slim
- Susannah McCorkle
- Sweet Emma Barrett
- Swingville All-stars
- Taft Jordan
- Tal Farlow
- Tampa Red
- Tania Maria
- Teddy Charles
- Teddy Edwards Quartet
- Teri Thornton
- Terry Callier
- Terry Gibbs
- Tete Montoliu
- The Birdlanders V.1
- The Blackbyrds
- The Chartbusters
- The Delfonics
- The Famous Castle Jazz Band
- The Gene Harris Quartet
- The Golliwogs
- The Herdsmen
- The Rance Allen Group
- The Staple Singers
- Thelonious Monk/Tio
- Tim Laughlin
- Tito Puente
- Tom Rush
- Tommy Flanagan
- Turk Mauro
- Turk Murphy's San Francisco Jazz Band
- Victor Feldman
- Vince Guaraldi/Trio
- Virgil Gonsalves
- Walter Bishop, Jr. Trio
- Walter Norris
- Wardell Gray
- Wes Montgomery
- Wes Montgomery Trio
- Wilbur Ware
- Wild Bill Moore
- Willie Dixon
- Willis Jackson
- Wingy Manone
- Woody Herman/Big Band
- Woody Shaw
- Wynton Kelly
- Yusef Lateef
- Zoot Sims/Four